# Мохамед Сбігі
Мохамед Сбігі  (англ. Mohamed Sbihi, 27 березня 1988) — британський веслувальник, олімпійський медаліст.

## Виступи на Олімпіадах
| Олімпіада           | Дисципліна | Місце |
| ------------------- | ---------- | ----- |
| Лондон 2012         | вісімки    | 3     |
| Ріо-де-Жанейро 2016 | четвірки   | 1     |
| Токіо 2020          | вісімки    | 3     |

## Зовнішні посилання
- Досьє на sport.references.com [Архівовано 13 грудня 2012 у Wayback Machine.]